# Gynoplistia polycantha
Gynoplistia polycantha är en tvåvingeart som beskrevs av Alexander 1959. Gynoplistia polycantha ingår i släktet Gynoplistia och familjen småharkrankar. Inga underarter finns listade i Catalogue of Life.